# Sacrifice (wrestling)
 For alternative betydninger, se Sacrifice. (Se også artikler, som begynder med Sacrifice)
Sacrifice er et pay-per-view-show inden for wrestling, produceret af Total Nonstop Action Wrestling (TNA). Det er ét af organisationens månedlige shows og er blevet afholdt i maj siden 2006. I 2005 blev showet afholdt i august. TNA's Sacrifice har traditionelt været det show, hvor de sidste kampe i forskellige turneringer er blevet afholdt. I 2005 vandt Samoa Joe eksempelvis over A.J. Styles i finalen i Super X Cup, og året efter fandt finalen ved World X Cup sted ved Sacrifice.

## Resultater

### 2010
Sacrifice 2010 fandt sted d. 16. maj 2010 fra TNA Impact! Zone i Orlando, Florida.
- Motor City Machineguns (Alex Shelley og Chris Sabin) besejrede Beer Money, Inc. (James Storm og Robert Roode) og Team 3D (Brother Devon og Brother Ray) i en Three-way Tag Team Match
- TNA Global Championship: Rob Terry besejrede Orlando Jordan
- TNA X Division Championship: Douglas Williams besejrede Kazarian
- TNA Women's Knockout Championship: Madison Rayne besejrede Tara
- TNA World Tag Team Championship: The Band (Kevin Nash og Scott Hall) besejrede Ink Inc. (Jesse Neal og Shannon Moore)
- Abyss besejrede Desmond Wolfe (med Chelsea)
- Jeff Hardy besejrede Mr. Anderson
- Sting besejrede Jeff Jarrett
- TNA World Heavyweight Championship: Rob Van Dam besejrede A.J. Styles

### 2011
Sacrifice 2011 fandt sted d. 15. maj 2010 fra TNA Impact! Zone i Orlando, Florida.
- Mexican America (Hernandez og Anarquia) (med Sarita og Rosita) besejrede Ink Inc. (Jesse Neal og Shannon Moore)
- Brian Kendrick besejrede Robbie E (med Cookie)
- TNA Women's Knockout Championship: Mickie James (c) besejrede Madison Rayne
- TNA X Division Championship: Kazarian besejrede Max Buck
- Crimson besejrede Abyss
- TNA World Tag Team Championship: Beer Money, Inc. (Robert Roode og James Storm) besejrede Immortal (Matt Hardy og Chris Harris)
- Tommy Dreamer besejrede A.J. Styles i en no disqualification match
- Kurt Angle og Chyna besejrede Jeff Jarrett og Karen Jarrett
- TNA World Heavyweight Championship: Sting besejrede Rob Van Dam